# Amsterdammertje
Ein Amsterdammertje ist ein typischer rot-brauner Straßenpoller, mit dem in Amsterdam die Fußwege von der befahrenen Straße getrennt werden. Amsterdammertje bedeutet aus der  Niederländischen Sprache übersetzt “Amsterdamerlein”. Die Poller sind mit den drei Andreaskreuzen des Amsterdamer Wappens verziert.

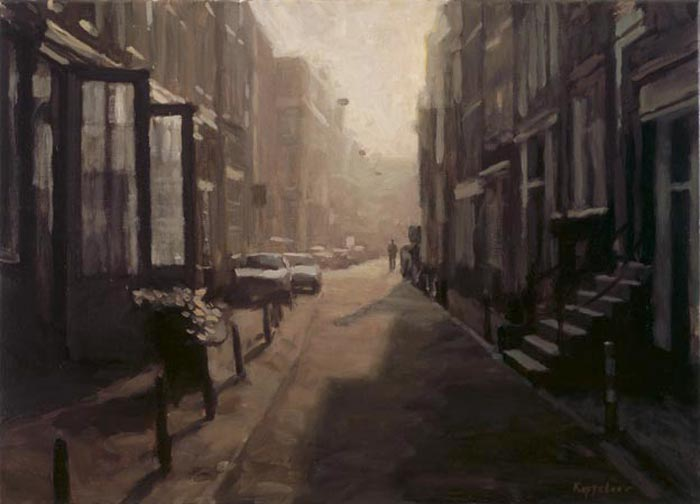
Eine Straße mit Amsterdammertjes im Gemälde Backlight Langestraat (1993) von Frans Koppelaar

## Geschichte

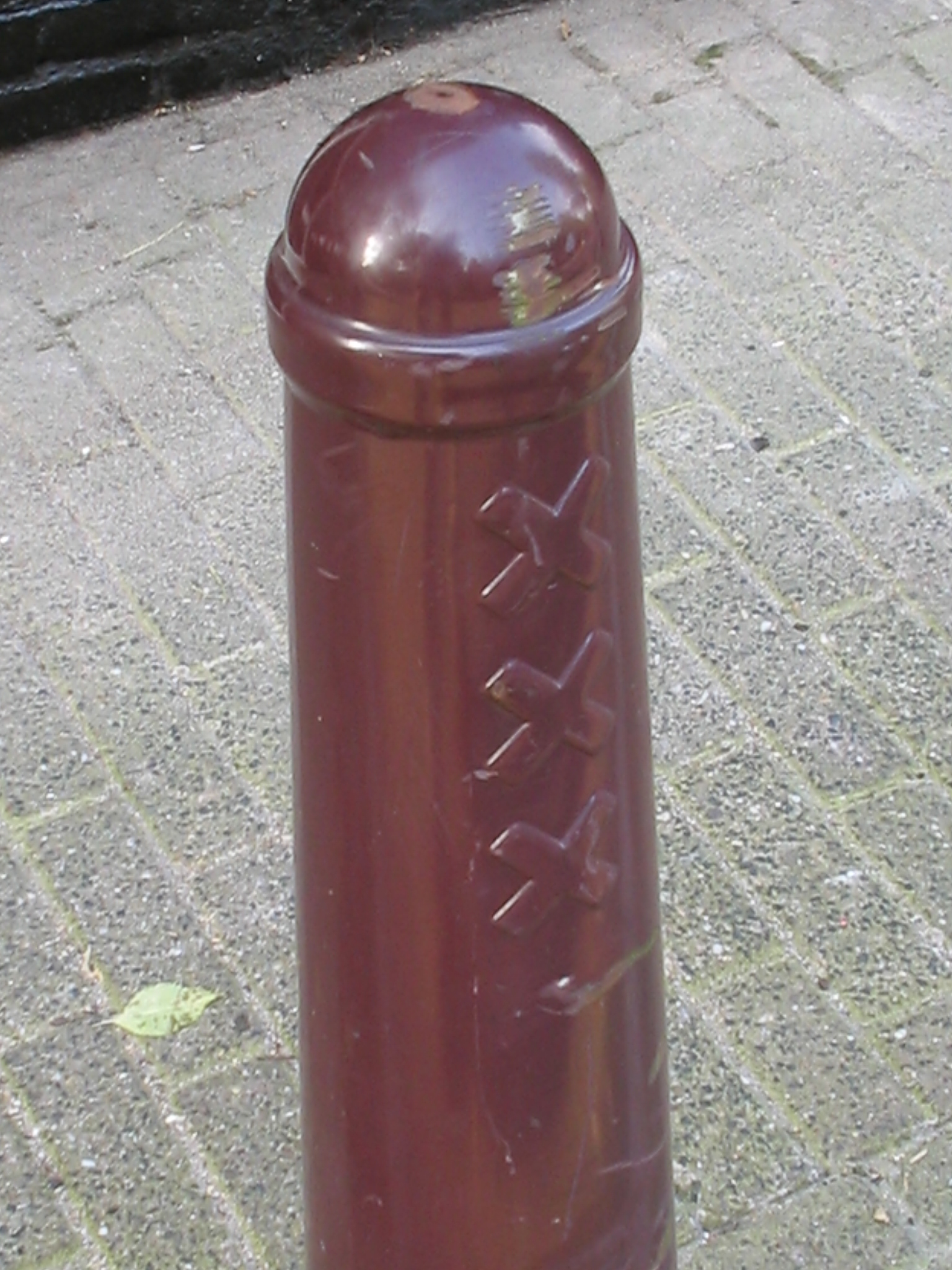
Ein Amsterdammertje

Die frühesten Straßenpoller Amsterdams wurden um 1800 von Privatpersonen aufgestellt. Mehr und mehr Hausbesitzer stellten zu dieser Zeit Poller vor ihren Häusern auf, um den Seitenstreifen vor dem Straßenverkehr zu schützen. Diese Poller wurden aus Eisen, vor allem aus alten Kanonen, Steinen oder Holz gebaut. Im späten 19. Jahrhundert wurden die ersten gusseisernen Poller gefertigt und ab 1915 gab es einen Standardpoller mit einem Gewicht von 70 Kilogramm aus Gusseisen mit den drei Andreaskreuzen des Amsterdamer Wappens. Dieser Poller entsprach bereits weitestgehend dem heutigen Amsterdammertje, war jedoch dünner und schwerer.
Seit 1972 wird der Amsterdammertje nicht mehr aus dem schweren und teuren Gusseisen hergestellt, sondern aus Stahlplatten mit einer Höhe von 1,35 Metern und einem Gewicht von nur 20 Kilogramm. Dieser Typ wird bis heute in Amsterdam genutzt, alle älteren Poller wurden entfernt oder ausgetauscht. 1984 gab es etwa 100.000 Amsterdammertjes.

## Aktuelle Nutzung
Da LKW regelmäßig über die Poller gefahren sind und PKW durch selbige durchfahren, stellen die Poller heute keine effektive Methode zum Schutz des Seitenstreifens mehr dar und vor allem das Parken auf dem  Rand kann durch sie nicht zielführend verhindert werden. Seit den 2000ern wurden die Seitenstreifen leicht erhöht angelegt, wodurch die Amsterdammertjes nicht mehr zur Trennung der Straße vom Seitenstreifen nötig sind. Seitdem werden jährlich etwa 2.000 Amsterdammertjes entfernt. Im Jahr 2003 waren nur noch 37.616 Amsterdammertjes übrig.
Neue und gebrauchte Amsterdammertjes werden heute online von der Stadtverwaltung von Amsterdam verkauft.